# Cuerdas (cortometraje)
Cuerdas es un cortometraje de animación español, escrito y dirigido por Pedro Solís García y producido por La fiesta P.C. Obtuvo el Premio Goya. Es el segundo premio Goya recibido por su director tras recibir el mismo galardón por su cortometraje La Bruxa, en el año 2011.
Cuerdas obtuvo el Guinness World Records al Cortometraje más premiado en el año 2019.

## Sinopsis
La rutina de la pequeña María en el orfanato se verá alterada por la llegada de un niño muy especial. Pronto se convertirán en amigos inseparables.

## Historia
María, una pequeña niña que vive en el orfanato, es sorprendida con la noticia de la llegada de un nuevo compañero, Nico.
El cortometraje cuerdas relata de forma extraordinaria como la pequeña María recibe a un nuevo niño en el orfanato. Él es un niño con parálisis cerebral que desde el primer instante es recibido por María como uno más de sus compañeros, haciéndole partícipe de sus juegos. La película, repleta de matices, narra una historia entre dos niños muy especiales pero también es una obra que habla de valores e ilusiones y que es capaz de cautivar al espectador desde que aparece en pantalla el primer fotograma y se escucha la primera nota musical hasta los agradecimientos finales.
El personaje de Nico está inspirado en el hijo de Pedro Solís García, director de Cuerdas, que no solo consiguió un Goya y un récord Guinness, sino que llegó al corazón de millones de personas gracias al fiel reflejo que hizo de la severa parálisis cerebral de su hijo.
El Cortometraje Cuerdas ha servido de inspiración al largometraje Buffalo Kids. Este largometraje expande hasta el lejano Oeste americano la extraordinaria historia de amistad de los protagonistas de Cuerdas, en la que  María y Nico pasan a ser Mary y Nick, en un largometraje repleto de aventuras, acción y emoción.

## Premios
El cortometraje ha sido premiado con:
- 2014. El Premio Goya al Mejor Cortometraje de Animación.[4]

- 2014. Biznaga de plata al Mejor Cortometraje de Animación en el Festival de cine español de Málaga.[5]

- 2014. Worldfest - Houston International film & video festival (Estados Unidos): Remi de bronce al mejor cortometraje animado.[6]

- 2015. Guinness World Records - Most awards won by an animated short film.[7]

- 2019. Guinness World Records - Most awards won by a short film.[8]